# Roberto Ayala
Roberto Fabián "El Ratón" Ayala (Paraná, 14. travnja 1973.) je bivši argentinski nogometaš koji je igrao za Milan i Valenciu. Smatra se ga jednim od najboljih nogometnih braniča, uz to bio je kapetan Argentinske reprezentacije, za koju je sakupio preko 100 nastupa, najviše od svih drugih. 

## Trofeji

### Međunarodni tofeji
Pobjednik
- Olimpijske igre: 2004.

### Klupski trofeji

#### River Plate
Pobjednik
- Apertura: 1994.

#### AC Milan
Pobjednik
- Serie A: 1998./99.

#### Valencia CF
Pobjednik
- La Liga: 2001./02., 2003./04.
- Kup UEFA: 2003./04.
- UEFA Superkup: 2004.

## Vanjske poveznice
- Statistika na www.lfp.es